# Gelbrinden-Akazie
Die Gelbrinden-Akazie oder Fieber-Akazie (Vachellia xanthophloea) ist eine Pflanzenart aus der Gattung der Vachellia, die zur Unterfamilie der Mimosengewächse (Mimosoideae) innerhalb der Familie der Hülsenfrüchtler (Fabaceae) gehört.

## Trivialnamen und ihre Herkunft
Der Trivialname Gelbrinden-Akazie ist die direkte Übersetzung des botanischen Artepitheton xanthophloea.
Fieber-Akazie und der englische Trivialname „Fever Tree“ (übersetzt „Fieberbaum“) leitet sich von seinem Standort in Malariagebieten ab – die warme und feuchte Umgebung ist eine Brutstätte der die Malaria übertragenden Anopheles-Mücken. Die ersten Siedler führten Malariainfektionen auf die Anwesenheit des Baumes zurück.
Die Bezeichnung Fieberbaum ist insofern zweideutig, als dass neben der Fieber-Akazie gelegentlich die nicht verwandten Chinarindenbäume auch Fieberbäume genannt werden. In diesem Fall liegt der Grund für die Namensbezeichnung in der Rinde. Diese enthält Chinin, ein bekanntes historisches Malariamittel.
In seinem Heimatgebiet wird er Fever tree (englisch), Koorsboom (Afrikaans), mooka-kwena (nördliches Sotho), umHlosinga
(Zulu), nkelenga (Tsonga) und munzhelenga (Venda) genannt.

## Beschreibung

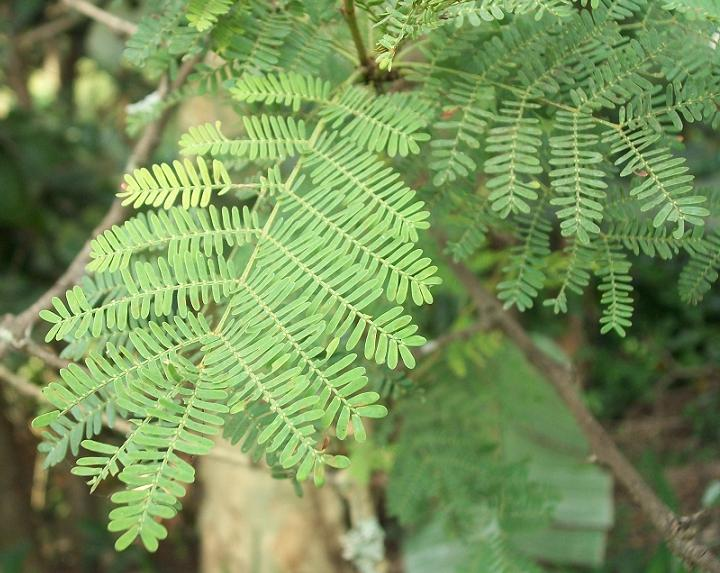
Doppeltgefiederte Laubblätter

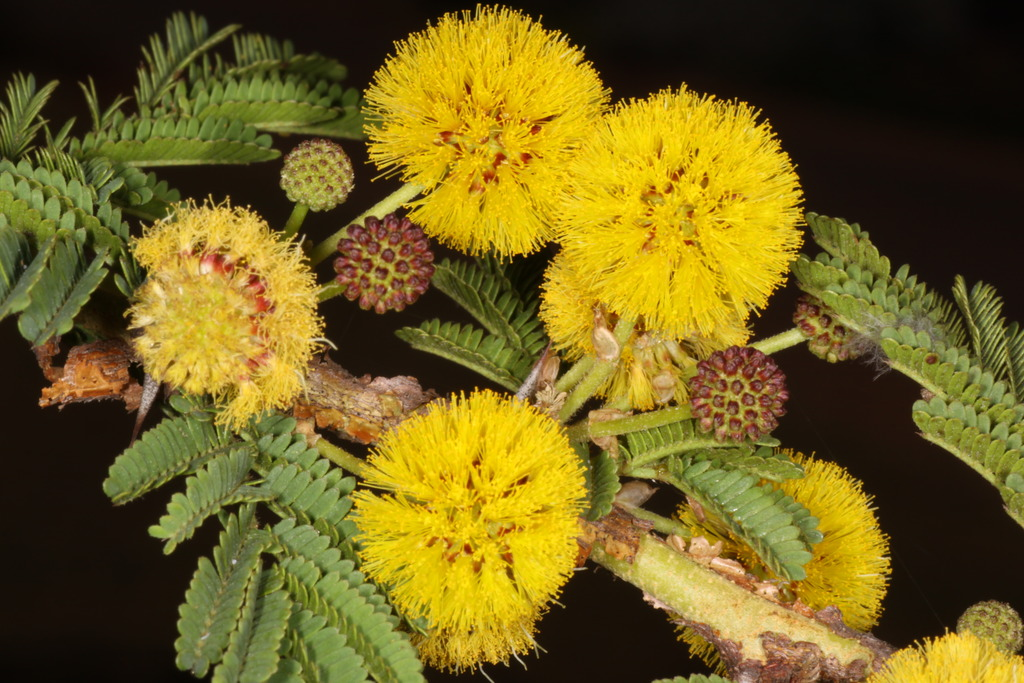
Blütenstände

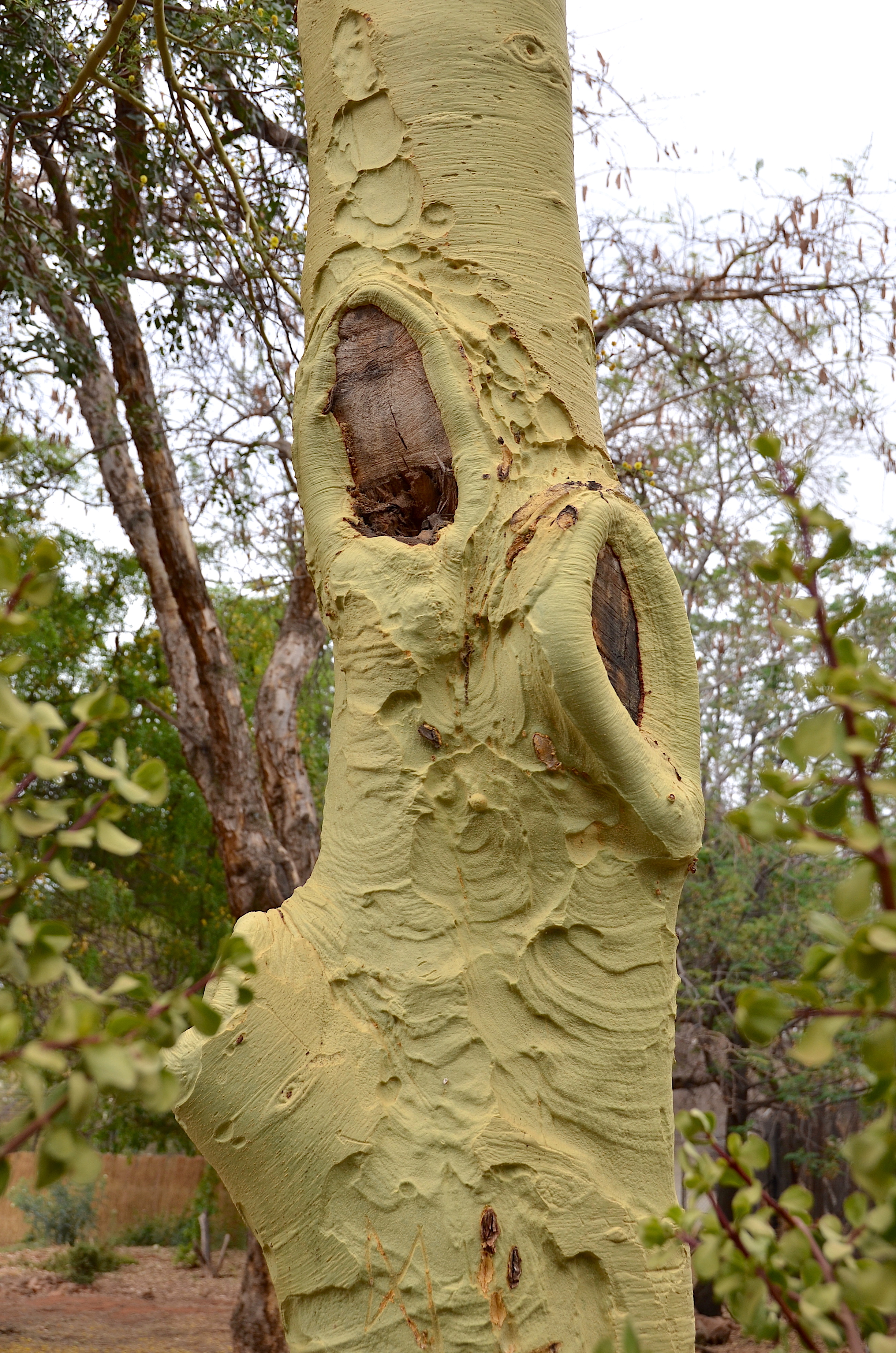
Stamm mit grünlich-gelber Borke

Vachellia xanthophloea wächst als halbimmergrüner bis laubabwerfender und schnellwüchsiger Baum und erreicht Wuchshöhen von 15 bis 25 Meter. Die charakteristische, glatte Borke ist fast leuchtend lindgrün bis grünlich-gelb gemustert und blättert etwas ab; es ist eine (schwefelgelbe) gelbe, pulverige Substanz vorhanden. Die äußere Rinde der Zweige ist rot-braun und schält sich ab, dann ist die innere schwefelgelbe Rinde zu sehen. Die Baumkrone ist offen, gerundet bis ausgebreitet oder etwa flach und besitzt damit die typische Wuchsform einer Schirmakazie. An jungen Exemplaren sind die paarweise angeordneten, langen weißen Dornen sehr auffällig, aber an alten Exemplaren werden sie kaum noch wahrgenommen. Vachellia xanthophloea besitzt eine lichte Belaubung. Die wechselständigen und doppelt gefiederten, gestielten Laubblätter enthalten viele kleine, längliche Fiederblättchen.
Der Stamm schwitzt ein Gummi aus, das essbar sein soll.
In Südafrika reicht die Blütezeit manchmal von August oder bis meist von September bis November. An den Enden der Zweige stehen an Kurztrieben seiten-, achsenständig, mehrere gestielte, kugelige, köpfchenförmige Blütenstände zusammen. Die zwittrigen und meist fünfzähligen Blüten besitzen einen kleinen Kelch. Die süßlich duftenden Blüten sind weißlich bis rötlich oder goldgelb. Es sind viele, lange und vorstehende Staubblätter vorhanden, welche die Blütenfarbe bestimmen, und ein oberständiger, kurz gestielter, einkammeriger Fruchtknoten mit langem Griffel. Die Früchte reifen in Südafrika zwischen Januar und April. Die gelblich-braunen bis braunen, oft segmentierten Hülsenfrüchte (Gliederhülse) sind länglich, abgeflacht und mit bis etwa 13 × 1,5 Zentimeter relativ klein. Die relativ kleinen Samen sind hart sowie glatt und braun. Die Tausendkornmasse beträgt etwa 30 Gramm.
Die Chromosomenzahl beträgt 2n = 52.

## Vorkommen

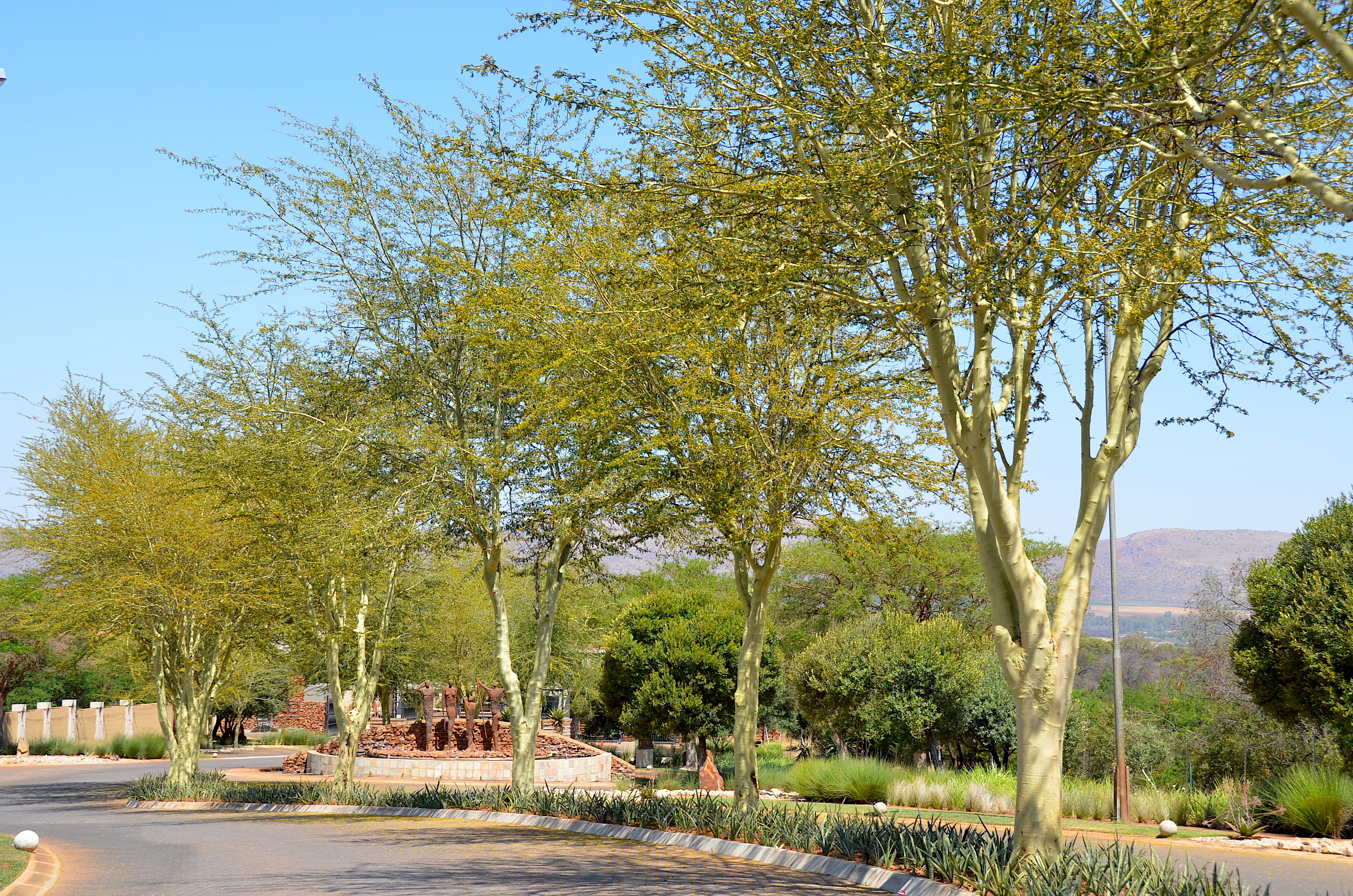
Fieber-Akazien an einer Straße in Nordwest (Südafrika)

Natürlich kommt er in den warmen Regionen des niedriggelegenen Lowveld im südöstlichen Afrika (vor allem Simbabwe und Südafrika) und bis Kenia und Somalia an Flussläufen, Seen, in Überflutungsgebieten und Sümpfen vor. An geeigneten natürlichen Standorten bildet Vachellia xanthophloea lichte Wälder. Der Baum erträgt auch leichten Frost.

## Taxonomie
Das Artepitheton xanthophloea ist von den griechischen Wörtern xanthos für gelb und phloios für Rinde abgeleitet.
Die Erstbeschreibung erfolgte unter dem Namen (Basionym) Acacia xanthophloea Benth. Die meisten der außerhalb Australiens vorkommenden Acacia-Arten wurden in vier neue Gattungen ausgegliedert; diese Art in die Gattung Vachellia Wight & Arn. Die Neukombination zu Vachellia xanthophloea (Benth.) P.J.H.Hurter wurde durch P.J.H.Hurter in David John Mabberley: Mabberley's Plant-Book: A Portable Dictionary of Plants, Their Classification and Uses, 2008, S. 1021 veröffentlicht. Allerdings kurz davor wurde die Art unter dem darum gültigen Namen Vachellia xanthophloea ( Benth. ) Banfi & Galasso veröffentlicht.

## Nutzung
Die Gelbrinden-Akazie wird als Zierpflanze verwendet. Das harte Holz wird vielseitig genutzt.
Vachellia xanthophloea wird auch in der Volksmedizin verwendet.